# 弓果藤属
弓果藤属（学名：Toxocarpus）是萝藦科下的一个属，为藤本植物。该属共有约70种，分布于亚洲、非洲热带地区。